# Albo d'oro della Lega professionistica degli Emirati Arabi Uniti

## Albo d'oro
Elenco dei vincitori delle 50 edizioni della Lega professionistica degli Emirati Arabi Uniti disputate dal 1973-1974 a oggi.
| Stagione  | Primo Posto                                        | Secondo Posto                                      | Terzo posto                                        | Note                                               |
| 1973-1974 | Sharjah                                            | Al-Ahli Dubai                                      | Oman Club                                          |                                                    |
| 1974-1975 | Al-Ahli Club                                       | Sharjah                                            | Al-Nasr                                            |                                                    |
| 1975-1976 | Al-Ahli Club                                       | Al-Ain                                             | Sharjah                                            |                                                    |
| 1976-1977 | Al-Ain                                             | Sharjah                                            | ?                                                  |                                                    |
| 1977-1978 | Al-Nasr                                            | Al-Ain                                             | ?                                                  |                                                    |
| 1978-1979 | Al-Nasr                                            | Sharjah                                            | ?                                                  |                                                    |
| 1979-1980 | Al-Ahli Club                                       | Sharjah                                            | Al-Shaab                                           |                                                    |
| 1980-1981 | Al-Ain                                             | Al-Nasr                                            | ?                                                  |                                                    |
| 1981-1982 | Al-Wasl                                            | Al-Ain                                             | ?                                                  |                                                    |
| 1982-1983 | Al-Wasl                                            | Sharjah                                            | Al-Nasr                                            |                                                    |
| 1983-1984 | Al-Ain                                             | Al-Wasl                                            | Al-Ahli Dubai                                      |                                                    |
| 1984-1985 | Al-Wasl                                            | Al-Shaab                                           | ?                                                  |                                                    |
| 1985-1986 | Al-Nasr                                            | Al-Wasl                                            | Sharjah                                            |                                                    |
| 1986-1987 | Sharjah                                            | Al-Wasl                                            | Al-Ain                                             |                                                    |
| 1987-1988 | Al-Wasl                                            | Sharjah                                            | Al-Ahli Dubai                                      |                                                    |
| 1988-1989 | Sharjah                                            | Al-Wasl                                            | Al-Nasr                                            |                                                    |
| 1989-1990 | Al Shabab                                          | Al-Wasl                                            | Sharjah                                            |                                                    |
| 1990-1991 | non disputata a causa della Prima Guerra del Golfo | non disputata a causa della Prima Guerra del Golfo | non disputata a causa della Prima Guerra del Golfo | non disputata a causa della Prima Guerra del Golfo |
| 1991-1992 | Al-Wasl                                            | Sharjah                                            | Baniyas                                            |                                                    |
| 1992-1993 | Al-Ain                                             | Al-Wasl                                            | Sharjah                                            |                                                    |
| 1993-1994 | Sharjah                                            | Al-Ain                                             | Al-Nasr                                            |                                                    |
| 1994-1995 | Al Shabab                                          | Al-Ain                                             | Al-Wasl                                            |                                                    |
| 1995-1996 | Sharjah                                            | Al-Wasl                                            | Al-Ain                                             |                                                    |
| 1996-1997 | Al-Wasl                                            | Al-Nasr                                            | Al-Wahda                                           |                                                    |
| 1997-1998 | Al-Ain                                             | Sharjah                                            | Al-Wasl                                            |                                                    |
| 1998-1999 | Al-Wahda                                           | Al-Ain                                             | Al-Nasr                                            |                                                    |
| 1999-2000 | Al-Ain                                             | Al-Nasr                                            | Al-Wahda                                           |                                                    |
| 2000-2001 | Al-Wahda                                           | Al-Ahli Dubai                                      | Al-Jazira                                          |                                                    |
| 2001-2002 | Al-Ain                                             | Al-Jazira                                          | Al-Shaab                                           |                                                    |
| 2002-2003 | Al-Ain                                             | Al-Wahda                                           | Al-Ahli Dubai                                      |                                                    |
| 2003-2004 | Al-Ain                                             | Al-Ahli Dubai                                      | Al-Shabab                                          |                                                    |
| 2004-2005 | Al-Wahda                                           | Al-Ain                                             | Al-Jazira                                          |                                                    |
| 2005-2006 | Al-Ahli Club                                       | Al-Wahda                                           | Al-Jazira                                          |                                                    |
| 2006-2007 | Al-Wasl                                            | Al-Wahda                                           | Al-Jazira                                          |                                                    |
| 2007-2008 | Al Shabab                                          | Al-Jazira                                          | Al-Ahli Dubai                                      |                                                    |
| 2008-2009 | Al-Ahli Club                                       | Al-Jazira                                          | Al-Ain                                             |                                                    |
| 2009-2010 | Al-Wahda                                           | Al-Jazira                                          | Al-Ain                                             |                                                    |
| 2010-2011 | Al-Jazira Club                                     | Baniyas                                            | Al-Nasr                                            |                                                    |
| 2011-2012 | Al-Ain                                             | Al-Nasr                                            | Al-Shabab                                          |                                                    |
| 2012-2013 | Al-Ain                                             | Al-Ahli Dubai                                      | Al-Jazira                                          |                                                    |
| 2013-2014 | Al-Ahli Club                                       | Al-Wahda                                           | Al-Jazira                                          |                                                    |
| 2014-2015 | Al-Ain                                             | Al-Jazira                                          | Al-Shabab                                          |                                                    |
| 2015-2016 | Al-Ahli Club                                       | Al-Ain                                             | Al-Wahda                                           |                                                    |
| 2016-2017 | Al-Jazira Club                                     | Al-Wasl                                            | Al-Ahli Dubai                                      |                                                    |
| 2017-2018 | Al-Ain                                             | Al-Wahda                                           | Al-Wasl                                            |                                                    |
| 2018-2019 | Sharjah                                            | Shabab Al-Ahli                                     | Al-Wahda                                           |                                                    |
| 2019-2020 | non completato a causa della Pandemia di COVID-19  | non completato a causa della Pandemia di COVID-19  | non completato a causa della Pandemia di COVID-19  | non completato a causa della Pandemia di COVID-19  |
| 2020-2021 | Al-Jazira Club                                     | Baniyas                                            | Shabab Al-Ahli                                     |                                                    |
| 2021-2022 | Al-Ain                                             | Sharjah                                            | Al-Wahda                                           |                                                    |
| 2022-2023 | Shabab Al-Ahli                                     | Al-Ain                                             | Al-Wahda                                           |                                                    |
| 2023-2024 | Al-Wasl                                            | Shabab Al-Ahli                                     | Al-Ain                                             |                                                    |
| 2024-2025 | Shabab Al-Ahli                                     | Sharjah                                            | Al-Wahda                                           |                                                    |